# Daïra de Maoklane
La daïra de Maoklane est une circonscription administrative algérienne située dans la wilaya de Sétif. Son chef-lieu est situé sur la commune éponyme de Maoklane.

## Communes de la daïra
La daïra regroupe les deux communes Maoklane et Talaifacene.